# Върховният Спайдър-Мен
„Върховният Спайдър-Мен“ (на английски: Ultimate Spider-Man) е името на комиксова поредица, публикувана от Марвел Комикс. Тя е модернизирано представяне комиксовия супергерой Спайдър-Мен. Поставена е извън Вселената на Марвел, във Върховният Марвел, която и представя за пръв път.
Главният герой във „Върховният Спайдър-Мен“ е Питър Паркър, тийнейджър, запален по науката, който живее в Куинс, Ню Йорк. Той е ухапан от генетично изменен паяк и получава силите му, включващи повишени сила, бързина и рефлекси. Когато обирджия, когото Питър отказва да спре, убива чичо му, той се чувства виновен и посвещава живота си на борбата с престъпността, като костюмирания закрилник Спайдър-Мен. Питър се опитва да уравновеси училището, работата си, гаджето си, семейния си живот с овдовялата си леля и активностите си като Спайдър-Мен.

## „Върховният Спайдър-Мен“ в България
В България поредицата се издава от Глоб Трейд, от юни 2006 г., под името „Най-новото от Спайдърмен“. Понеже първи брой е двойно по-голям от обикновеното, е разделен на две части, като бр. 1 и бр. 2, и оттам номерацията на всеки следващ брой се променя с една единица в повече. Същото се отнася и за американския бр. 22, който в България се състои от бр. 23 и бр. 24. На 20 юни 2007 г., комиксът направи една година издаване в страната, а на 25 юни 2008 г. - две години. Поради това, че през октомври 2008 г. Глоб Трейд спират издаването на комикси, на 29 октомври е издаден бр. 29 (27 в САЩ), който е край на сюжетния цикъл, но не и на поредицата.